# Dendrogramma enigmatica
Dendrogramma enigmatica ist eine Art aus der Ordnung der Staatsquallen (Siphonophorae). Ihr wissenschaftlicher Gattungsname bezieht sich auf die einem Dendrogramm ähnelnde Verzweigung des Verdauungstrakts. Das Artepitheton enigmatica verweist auf die bei der Entdeckung rätselhafte systematische Stellung.

## Beschreibung
Staatsquallen bestehen aus Stöcken spezialisierter Einzeltiere, wobei von Dendrogramma enigmatica nur die ursprünglich gefundenen Elemente, die wahrscheinlich Deckstücke sind, und ein einzelner oranger, gasgefüllter Sack, der wahrscheinlich einen Pneumatophor (Schwimmboje) darstellt, bekannt sind.
Die ursprünglich gefundenen Elemente bestehen aus einem zylindrischen Stiel und einer an dessen Ende ausgebreiteten Scheibe, so dass sie insgesamt dem Fruchtkörper eines Schirmpilzes ähneln. Eine einfache runde Mundöffnung liegt am dem Schirm abgewandten Ende des Stiels und stellt wahrscheinlich die Verbindung zum Gesamtstock her. Von hier erstreckt sich der Gastralraum als Schlauch bis zum Schirm, wo er sich dichotom verzweigt. Die Epidermis besteht aus einer Schicht flacher gleichartiger Zellen außer im Mundfeld, wo sie verdickt und anscheinend mit Vakuolen versehen sind. Die Gastrodermis besteht aus einer Schicht länglicher, vakuolenhaltiger Zellen. In der Erstbeschreibung wurden zwei Typen dieser Elemente als zwei Arten beschrieben, die nach genetischer Analyse aber zur gleichen Art gehören: Bei den als Dendrogramma enigmatica beschriebenen Elementen ist der Stiel im Verhältnis zum Durchmesser des Schirms relativ lang (beim Holotyp etwa 7,8 zu 11 Millimetern), seine Länge entspricht etwa seinem eineinhalbfachen Durchmesser am Übergang zum Schirm. Der Schirm weist eine Kerbe auf und beim Holotyp 37 Äste des Gastralraums. Die Mundöffnung ist von zwei verschieden großen Lappen umgeben. Bei „Dendrogramma discoides“ ist der Stiel im Vergleich zum Durchmesser des Schirms kurz (beim Holotyp etwa 4,5 zu 17 Millimetern) und auch kürzer als sein Durchmesser an der Schirmbasis. Der Schirm ist ganzrandig und die Mundöffnung von zwei gleich großen und einem deutlich kleineren Lappen umgeben. Die Zahl der Gastralraumäste im Schirm beträgt 63.

## Forschungsgeschichte
Dendrogramma enigmatica wurde erstmals 1986 in einer Tiefe von 400 bis 1000 Metern vor dem südostaustralischen Kontinentalhang gesammelt und später am Museum Victoria in Melbourne untersucht. Die genaue systematische Stellung der Tiere war zu Beginn unbekannt und es wurde spekuliert, dass sie einen bisher unbekannten Stamm oder lebende Verwandte bisher nur aus der Ediacara-Fauna bekannter Lebewesen repräsentieren könnte. Spätere molekularbiologische Untersuchungen an frischem Material erlaubten eine Einordnung zu den Staatsquallen.